# Травако-Сіккомаріо
Травако-Сіккомаріо (італ. Travacò Siccomario) — муніципалітет в Італії, у регіоні Ломбардія,  провінція Павія.
Травако-Сіккомаріо розташоване на відстані близько 450 км на північний захід від Рима, 35 км на південь від Мілана, 4 км на південь від Павії.
Населення — 4452 особи (2014).

## Демографія
Населення за роками:

Станом на 1 січня 2023 року в муніципалітеті офіційно проживало 215 іноземців з 42 країн, серед них 80 громадян країн Євросоюзу та 35 громадян України.

## Сусідні муніципалітети
- Кава-Манара
- Лінароло
- Меццаніно
- Павія
- Реа
- Сан-Мартіно-Сіккомаріо
- Валле-Салімбене
- Верруа-По

## Міста-побратими
- Камаре-сюр-Ег, Франція